# AB Smålands Taberg
Aktiebolaget Smålands Taberg är ett svenskt gruvföretag som bildades 1939 för att bryta järnmalm i Tabergsgruvan söder om Jönköping. Huvudägare var tyskägda gruvkoncernen Stora Långvik som startade verksamheten i samarbete med finansfamiljerna Wallenberg och Johnson. Företaget hade kontor i Hedemora och leddes av bergsingenjören Algot Goldkuhl. Under andra världskriget bedrevs en omfattande brytning då Tyskland var i stort behov av järn. På 15 år bröts mer malm än under de föregående 300 åren.
Efter en landsomfattande insamling köpte Naturskyddsföreningen 1986 företaget för att komma åt gruvrättigheterna och därmed förhindra ytterligare exploatering i form av gruvdrift eller slalombackar. Området blev klassat som naturreservat.